# Carl Sixten Andersson
Carl Sixten Andersson, född 7 oktober 1875 i Linköping, död 12 juli 1958 i Stockholm, var en svensk tjänsteman och gymnastikledare.
Carl Sixten Andersson var son till agenten Axel Andersson. Efter handelsskoleutbildning tjänstgjorde han 1891-1898 vid Brandförsäkringsbolaget Tor och därefter vid AB Gellivare Malmfält och från 1903 som kamrer vid Trafik AB Grängesberg-Oxelösund. Han gjorde sig främst känd som ledare för KFUMs gymnaster i Stockholm. Andersson började sin bana som gymnast inom KFUM 1896 och blev 1903 ledare för Stockholmsgruppen, som han ledde fram till att bli Sveriges främsta gymnastgrupp. Han genomförde en mängd turnéer med sin grupp i Sverige, Danmark, Tyskland, Tjeckoslovakien, Belgien, Frankrike, Storbritannien, Norge, Finland, Estland, Lettland och USA. Andersson blev 1903 ordförande i KFUM:s gymnastikavdelning och 1934 ordförande i Stockholms gymnastikförbund. 1908 blev han styrelseledamot i Svenska gymnastikförbundet,  1926 vice ordförande i dess arbetsutskott och 1910-1926 gymnastikförbundets skattmästare.